# Пасаж Рози
Пасаж Рози, або Пасаж Ружи (пол. Pasaż Róży) – мистецький об'єкт, що охоплює подвір’я багатоквартирного будинку на вулиці Пйотрковська, 3 у м. Лодзь, Польща.

## Опис
Подвір'я кам'яниці Антонія Енгеля на вул. Пйотрковська 3 була оздоблена мозаїкою з різаних дзеркал різної форми. Проєкт було реалізовано в рамках Фестивалю чотирьох культур у Лодзі у 2014 році. Автором інсталяції стала Йоанна Райковська. Дзеркальні елементи створюють фігури, що нагадують троянди. Назва об'єкта також пов'язана з ім'ям доньки автора, у якої виявили рак ока. Роздуми, пов’язані з цією подією, надихнули на його створення.
Пасаж Рози відрізняється від ранніх робіт автора тим, що це унікальна та дуже особиста реалізація, яка пов'язана з хворобою дочки художниці Рози, на честь якої та названо мистецький об'єкт. Виконання проєкту було дуже трудомістким, оскільки полягало в обклеюванні невеликими шматочками дзеркала стін будинку.
Велика кількість світла, що з'явилася в темному подвір'ї, зробила це місце надзвичайно блискучим. Світловідбивна мозаїка пожвавлює все навколо, тоді як уламки дзеркал створюють образи, які здаються розрізненими та спотвореними, що символізує хвору сітківку ока.

## Галерея

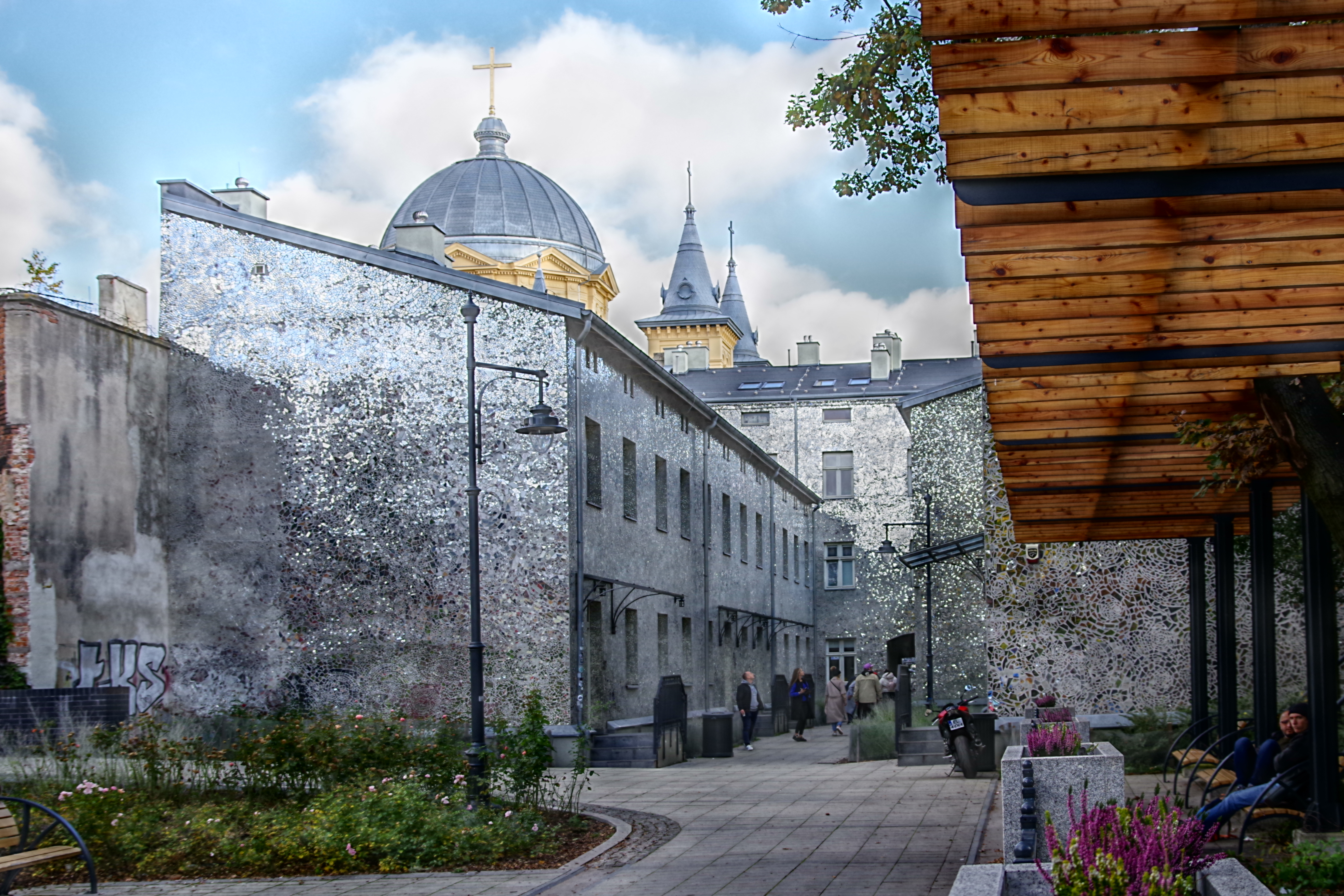
Пасаж Рози в м. Лодзь
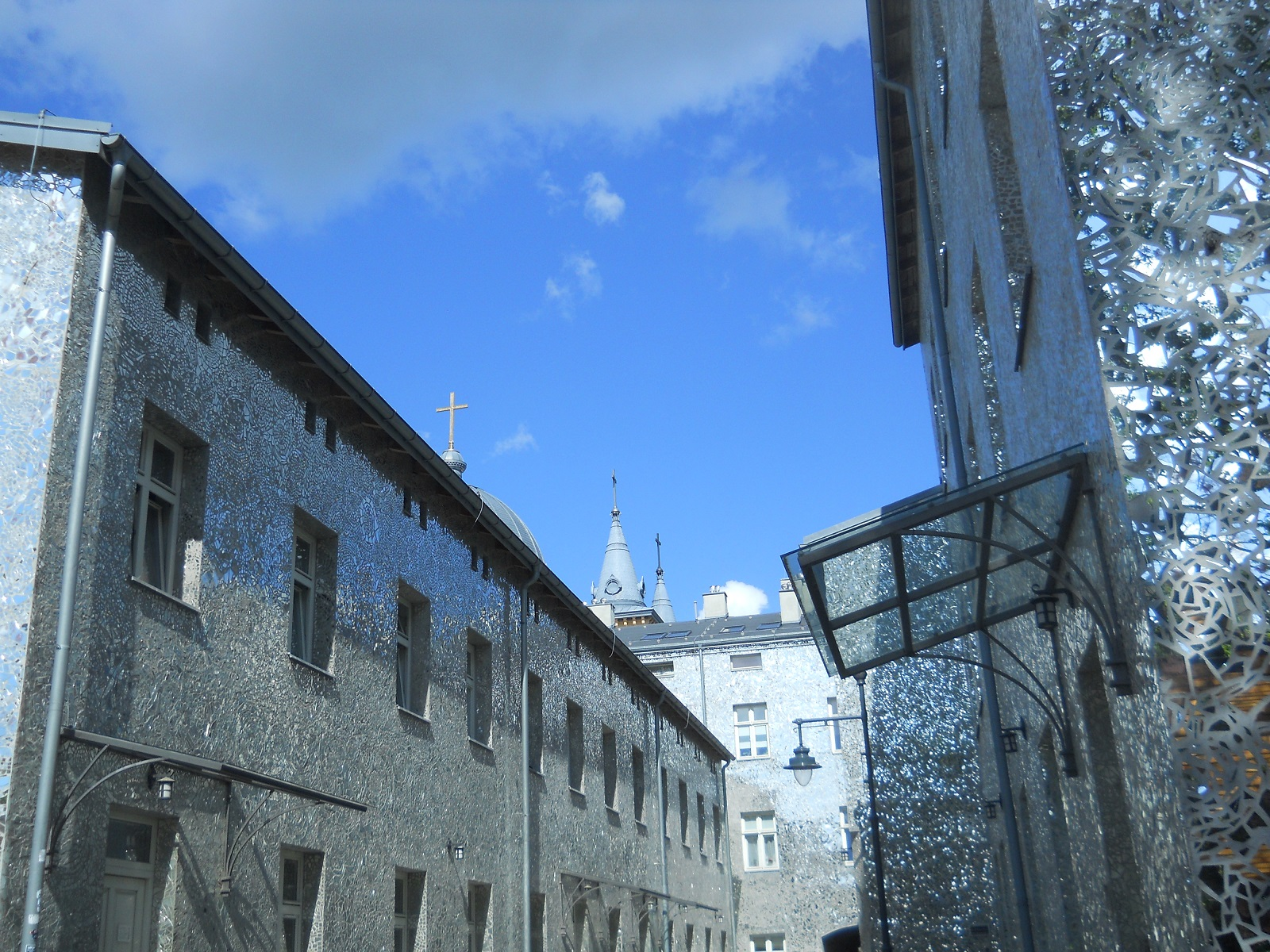
Пасаж Рози в м. Лодзь, загальний план
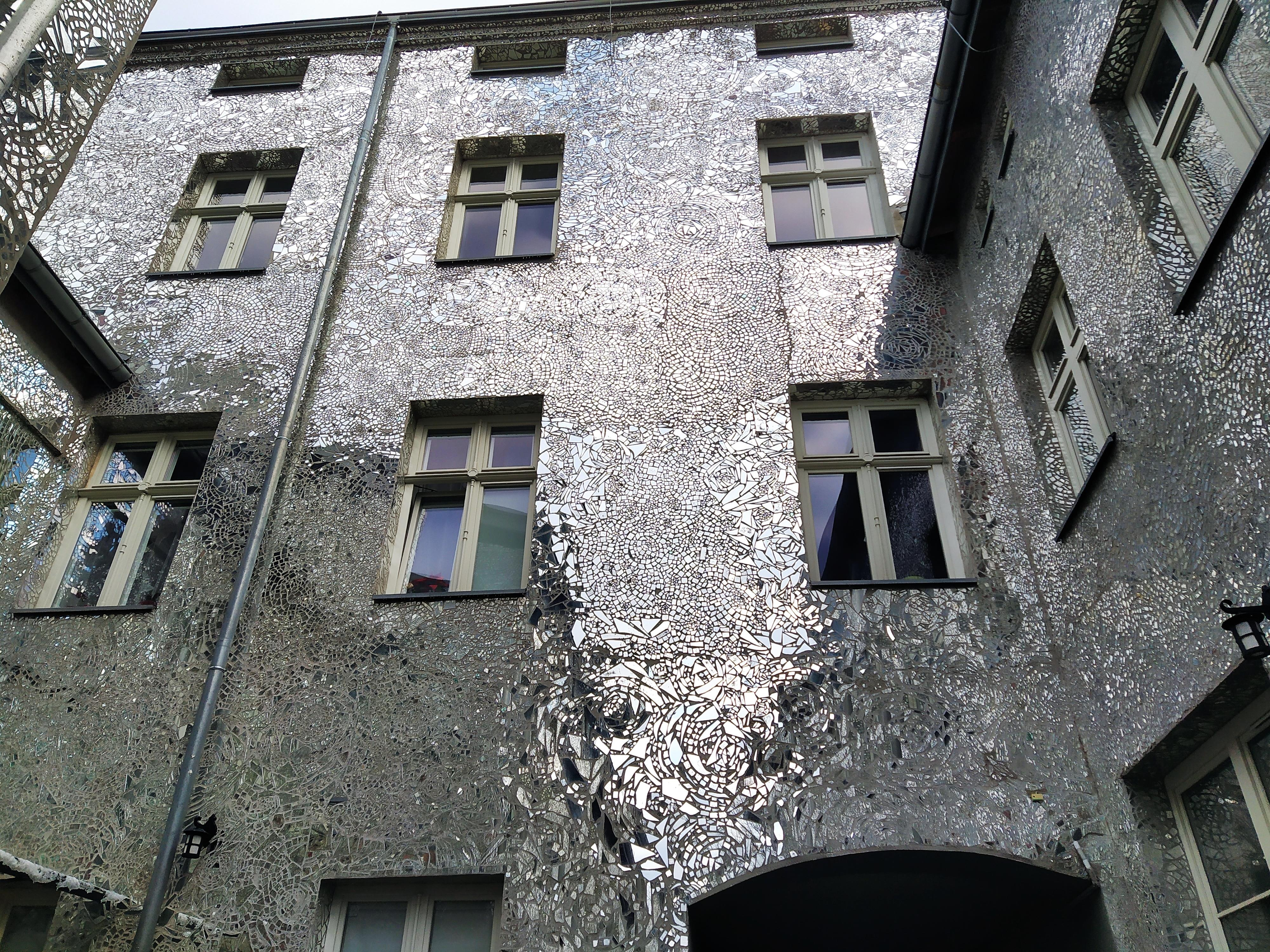
Пасаж Рози в м. Лодзь, внутрішня стіна будинку
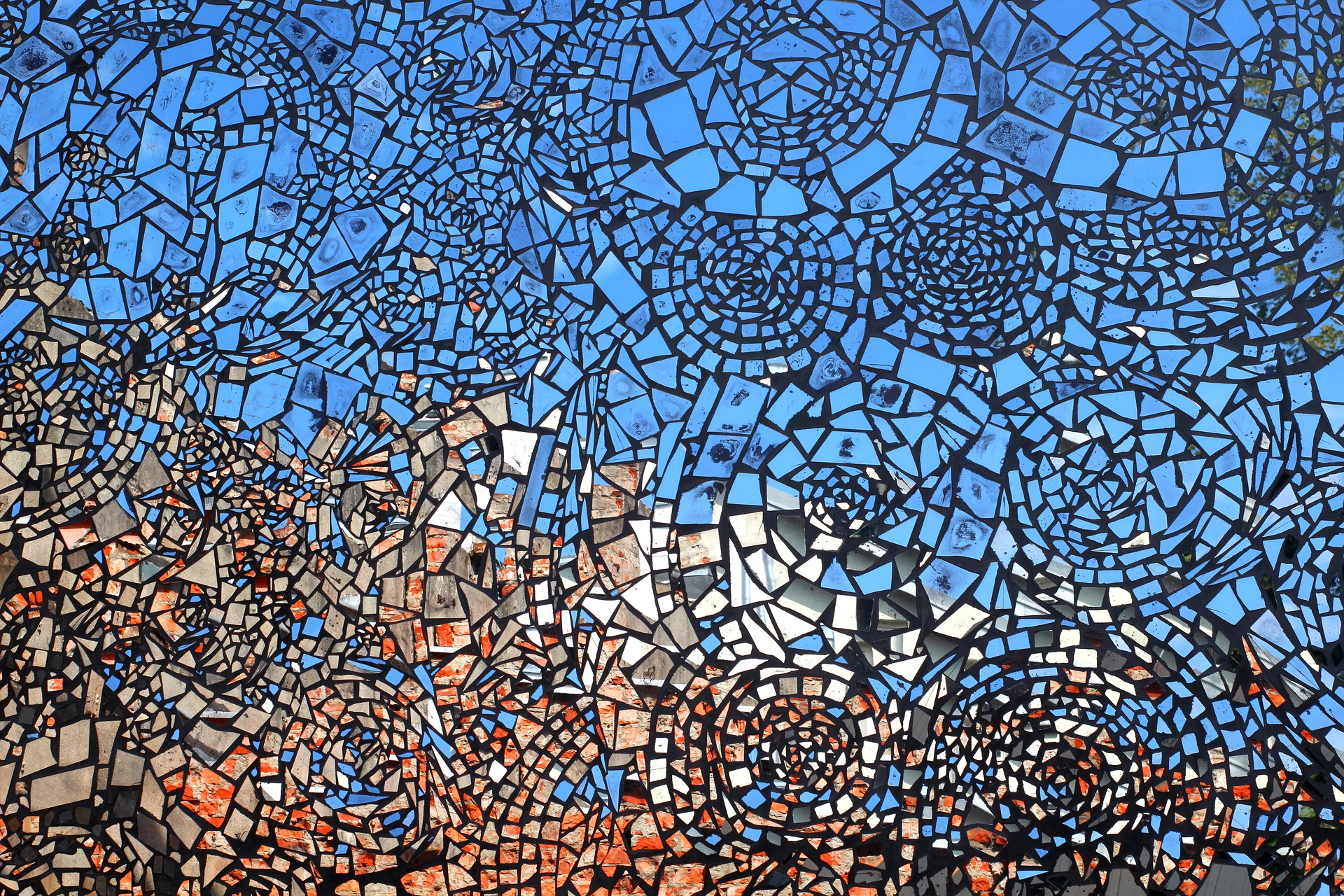
Пасаж Рози в м. Лодзь, мозаїка зблизька

## Виноски
1. 1 2  Pasaż Róży – Łódź – Polska. tropter.com (пол.). Архів оригіналу за 4 серпня 2023. Процитовано 4 серпня 2023.
2. ↑  Zobacz, jak powstaje szklane podwórko przy Piotrkowskiej. Łódź Nasze Miasto (pl-PL) . 5 червня 2014. Процитовано 4 серпня 2023.
3. 1 2  Пассаж Розы. Turystyczny Portal Łodzi (рос.). Процитовано 4 серпня 2023.
4. ↑  Oswoić się z błędem. Rozmowa z Joanną Rajkowską. SZUM (пол.). 2 січня 2015. Процитовано 4 серпня 2023.
5. ↑  Szymkowiak, Olga (20 жовтня 2014). Pasaż Róży” to bajeczna sceneria z przesłaniem. "Gazeta Wyborcza. Dod. Gazeta Wyborcza Łódź" (244) (польська мова) .